# Platánbodobács
A platánbodobács (Arocatus longiceps) a rovarok (Insecta) osztályának a félfedelesszárnyúak (Hemiptera) rendjéhez, a poloskák (Heteroptera) alrendjéhez, ezen belül a címerespoloska-alkatúak (Pentatomomorpha) alrendágához és a bodobácsok (Lygaeidae) családjához tartozó faj. 
Bár régóta ismert a mediterráneumból, Magyarországon első példányait 1990-ben jegyezték fel, azóta sokfelé elterjedt északabbi területekre, valószínűleg a globális felmelegedés következtében. Adventív faj. Több helyen inváziós fajként említik, de az Idegenhonos inváziós fajok tudásbázisa honlapon 2023-ban nem szerepel. Nem számít kártevőnek.

## Eredete, elterjedése
Pontomediterrán faj, így Olaszországból és Szicíliából, a Balkánról, Dél-Oroszországból, a Kaukázusból, Törökországból, valamint a Közel-Keleten volt ismert. Elsősorban platánon él. Valószínűleg a klímaváltozás következtében lett új tagjai a magyar faunának.
Magyarországon először Keszthelyen, 1990. július 24-én írták le, de csak 1996-ban tűnt fel, amikor Székesfehérváron tetemes mennyiségben találta meg Szeőke Kálmán platánfák törzsén. Ekkor a legközelebb Ukrajnából és a Balkánról volt ismert, hazai előfordulását a faj terjeszkedésével magyarázták, de az sem kizárt, hogy korábban nem ismerték fel. Az Arocatus nem két másik európai faja (Arocatus roeselii, A. melanocephalus) régóta ismert hazánkból, a platánbodobács mégis úgy tűnik, hogy csak a 2000-es évek körül kezdett el északra terjeszkedni, a környező országok kutatóinak jelzése alapján.
A németországi Hessen tartományban 2014-ben dokumentálták először.

## Megjelenése
A kifejlett poloskák 5,5–6,6 mm hosszúak. A vörös és fekete színű rovar viszonylag könnyen összetéveszthető a csupán színerősségben eltérő közeli rokonával, a Arocatus roeselii fajjal, ami azonban csak égerrel táplálkozik.

## Életmódja
A platánfák magjait és fiatal hajtásait szívogatja, kártétele nem jelentős. Telelni a elváló kéregpikkelyek alá húzódik be, de be-bejár a lakásokba is, ha nem tömeges, kicsiny mérete miatt nem zavaró.
Magyarországon eleinte (1990-2000-es évek) nem keltett igazi feltűnést, példányszámát kordában tartották a súlyosan kártevő platán-csipkéspoloska (Corythucha ciliata) elleni permetezések is. Bár kártevőként nem jelentős, tápnövénye kérgén gyakorta szembetűnő telelő, vagy nyári populációja riadalmat, szétnyomva a poloskafélékre jellemző szaga undort kelt a lakosság körében, ezért a 2010-es évek közepétől már célzottan, vegyszeresen irtják egyedeit. Jelentőségét így tehát az növeli, hogy a lakott területek mikroklimatikus viszonyaiban észrevehetőbb a felmelegedési tendencia hatása. Magyarországon és Európa nagy részén adventív (idegenhonos) faj.